# Okręgowe ligi polskie w piłce nożnej (1947/1948)
Okręgowe rozgrywki w piłce nożnej w sezonie 1947/1948 odbywały się w 20 okręgach, a ich najwyższym poziomem była A klasa. Celem rozgrywek było wyłonienie 2 drużyn, które miały awansować do I ligi w sezonie 1949 oraz 14 drużyn, które miały uzyskać prawo gry w nowo utworzonej II lidze państwowej.

Eliminacje odbywały się w trzech etapach.
Mistrzowie 20 okręgów zostali podzieleni na 5 grup. Najlepsze zespoły z każdej grupy uzyskały awans do fazy finałowej i prawo gry o I ligę, natomiast zespoły z miejsc 2 i 3 uzyskały awans do II ligi. Dodatkowo, wicemistrz okręgu Katowice (jako najsilniejszego w Polsce) uzyskał prawo gry w barażu o II ligę z drużyną, która zajęła czwarte miejsce w grupie, w której grał mistrz okręgu Katowice.

Ostatecznie awans do II ligi uzyskało 16 zespołów po decyzji PZPN o powiększeniu II ligi do 20 drużyn.
| Poziomy rozgrywkowe w sezonie 1948 | Poziomy rozgrywkowe w sezonie 1948 | Poziomy rozgrywkowe w sezonie 1948 |
| Rozgrywki                          | P                                  | Nazwa                              |
| ---------------------------------- | ---------------------------------- | ---------------------------------- |
| Centralne                          | I                                  | Liga                               |
| Okręgowe (20 okręgów)              | II                                 | A klasa                            |
| Okręgowe (20 okręgów)              | III                                | B klasa                            |
| Okręgowe (20 okręgów)              | IV                                 | C klasa                            |

## Rozgrywki okręgowe
Szczegółowe wyniki podane są w Suplemencie do „Klubowej historii polskiej piłki nożnej”.
W rozgrywkach uczestniczyły również zespoły, które grały w Mistrzostwach Polski w 1947 roku i nie uzyskały awansu do Ligi.

### Białostocka klasa A
- Mistrz: Wici Białystok

Przed sezonem Motor Białystok został rozwiązany, a jego sekcję piłkarską przejął Wici Białystok.

### Bydgoska klasa A
- Mistrz: Pomorzanin Toruń

### Częstochowska klasa A
- Mistrz: Skra Częstochowa

### Gdańska klasa A
- Mistrz: Lechia Gdańsk

### Katowicka klasa A
- Mistrz: Baildon Katowice

Dodatkowo wicemistrz Naprzód Lipiny uzyskał prawo gry w barażu o II ligę z czwartym zespołem grupy II.

Na początku 1949 roku Błyskawica Radlin połączyła się z Rymerem Rybnik (spadkowiczem z I ligi). Nowo powstały klub Górnik Radlin przejął miejsce Rymera w II lidze.

### Kielecka klasa A
- Mistrz: Gwardia Kielce

### Krakowska klasa A
- Mistrz: KS Chełmek

### Lubelska klasa A
- Mistrz: KS Lublinianka

### Łódzka klasa A
- Mistrz: PTC Pabianice

### Olsztyńska klasa A
- Mistrz: Gwardia Olsztyn

### Opolska klasa A
- Mistrz: RKS Szombierki (Chruszczów)

### Poznańska klasa A
- Mistrz: Ostrovia Ostrów Wielkopolski

### Przemyska klasa A
- Mistrz: Polonia Przemyśl

### Radomska klasa A
- Mistrz: Radomiak Radom

### Rzeszowska klasa A
- Mistrz: Legia Krosno

### Siedlecka klasa A
- Mistrz: Ognisko Siedlce

### Zagłębiowska (sosnowiecka) klasa A
- Mistrz: Zagłębie Dąbrowa Górnicza

### Szczecińska klasa A
- Mistrz: Gwardia Szczecin

### Warszawska klasa A
- Mistrz: Bzura Chodaków

### Wrocławska klasa A
- Mistrz: Polonia Świdnica

Początkowo mistrzem okręgu został Pafawag Wrocław, ale PZPN nakazał OZPN Wrocław zweryfikować rezultaty grupy finałowej i nie brać pod uwagę wyników spotkań z udziałem IKS Wrocław (PZPN zadecydował, że mistrzem IV grupy został OMTUR Jelenia Góra, a nie IKS). W wyniku powstałego zamieszania, PZPN podjął decyzję o rozegraniu dodatkowych jednorundowych rozgrywek pomiędzy mistrzami czterech grup w celu wyłonienia nowego mistrza okręgu, którym ostatecznie została Polonia Świdnica.
Na początku 1949 roku Pafawag Wrocław uzyskał awans do II ligi po decyzji PZPN o powiększeniu II ligi do 20 zespołów.

## Eliminacje
Zgodnie z uchwałą PZPN do walki o I i II ligę przystąpiło 20 zespołów, mistrzów A klasy swych okręgach.
Awans do grupy finałowej uzyskali zwycięzcy grup.
Zespoły z miejsc 2 i 3 uzyskały awans do nowej II ligi.

Dodatkowo Naprzód Lipiny, jako wicemistrz okręgu Katowice, uzyskał prawo gry w barażu o II ligę z ostatnim zespołem grupy II.

### Grupa I

#### Wyniki
|                           | Skra | KS  | Polonia | Zagłębie |
| Skra Częstochowa          |      | 3:1 | 3:2     | 8:1      |
| KS Chełmek                | 1:0  |     | 6:3     | 3:1      |
| Polonia Przemyśl          | 2:3  | 0:5 |         | 2:1      |
| Zagłębie Dąbrowa Górnicza | 1:2  | 1:1 | 1:2     |          |

#### Tabela
| Lp. | Nazwa klubu               | Mecze | Punkty | Bramki | Z-R-P | Uwagi                    |
| 1   | Skra Częstochowa          | 6     | 10     | 19-8   | 5-0-1 | awans do grupy finałowej |
| 2   | KS Chełmek                | 6     | 9      | 17-8   | 4-1-1 | awans do II ligi         |
| 3   | Polonia Przemyśl          | 6     | 4      | 11-19  | 2-0-4 | awans do II ligi         |
| 4   | Zagłębie Dąbrowa Górnicza | 6     | 1      | 6-18   | 0-1-5 |                          |

### Grupa II

#### Wyniki
|                  | RKS | Pomorzanin | Baildon | Legia |
| RKS Szombierki   |     | 1:2        | 6:1     | 5:0   |
| Pomorzanin Toruń | 0:1 |            | 4:3     | 8:0   |
| Baildon Katowice | 1:1 | 2:3        |         | 3:2   |
| Legia Krosno     | 1:3 | 3:3        | 3:2     |       |

#### Tabela
| Lp. | Nazwa klubu                 | Mecze | Punkty | Bramki | Z-R-P | Uwagi                    |
| 1   | RKS Szombierki (Chruszczów) | 6     | 9      | 17-5   | 4-1-1 | awans do grupy finałowej |
| 2   | Pomorzanin Toruń            | 6     | 9      | 20-10  | 4-1-1 | awans do II ligi         |
| 3   | Baildon Katowice            | 6     | 3      | 12-19  | 1-1-4 | awans do II ligi         |
| 4   | Legia Krosno                | 6     | 3      | 9-24   | 1-1-4 | awans do barażu          |

### Grupa III

#### Wyniki
|                       | Radomiak | Ostrovia | Polonia | Gwardia  |
| Radomiak Radom        |          | 6:1      | 4:0     | 1:2      |
| Ostrovia Ostrów Wlkp. | 2:2      |          | 3:2     | 7:2      |
| Polonia Świdnica      | 2:1      | 1:0      |         | 3:0 (wo) |
| Gwardia Szczecin      | 1:2      | 0:4      | 3:2     |          |

W dwóch pierwszych kolejkach wystąpił Pafawag Wrocław, ale jego wyniki zostały anulowane po tym jak PZPN zdecydował o rozegraniu dodatkowego turnieju o mistrzostwo okręgu Wrocław. Ostatecznie mistrzem została Polonia Świdnica.

#### Tabela
| Lp. | Nazwa klubu                  | Mecze | Punkty | Bramki | Z-R-P | Uwagi                    |
| 1   | Radomiak Radom               | 6     | 7      | 16-8   | 3-1-2 | awans do grupy finałowej |
| 2   | Ostrovia Ostrów Wielkopolski | 6     | 7      | 17-13  | 3-1-2 | awans do II ligi         |
| 3   | Polonia Świdnica             | 6     | 6      | 10-11  | 3-0-3 | awans do II ligi         |
| 4   | Gwardia Szczecin             | 6     | 4      | 8-19   | 2-0-4 | awans do II ligi         |

Gwardia Szczecin uzyskała awans po decyzji PZPN o powiększeniu II ligi do 20 drużyn.

### Grupa IV

#### Wyniki
|                 | PTC | Gwardia | Ognisko | Wici     |
| PTC Pabianice   |     | 0:0     | 5:0     | 6:1      |
| Gwardia Kielce  | 0:2 |         | 8:1     | 3:0 (wo) |
| Ognisko Siedlce | 2:1 | 1:4     |         | 4:2      |
| Wici Białystok  | 0:3 | 2:9     | 1:1     |          |

#### Tabela
| Lp. | Nazwa klubu     | Mecze | Punkty | Bramki | Z-R-P | Uwagi                    |
| 1   | PTC Pabianice   | 6     | 9      | 17-13  | 4-1-1 | awans do grupy finałowej |
| 2   | Gwardia Kielce  | 6     | 9      | 24-6   | 4-1-1 | awans do II ligi         |
| 3   | Ognisko Siedlce | 6     | 5      | 9-21   | 2-1-3 | awans do II ligi         |
| 4   | Wici Białystok  | 6     | 1      | 6-26   | 0-1-5 |                          |

### Grupa V

#### Wyniki
|                 | Lechia | KS  | Bzura | Gwardia |
| Lechia Gdańsk   |        | 3:0 | 4:4   | 7:2     |
| KS Lublinianka  | 3:3    |     | 2:2   | 4:1     |
| Bzura Chodaków  | 0:2    | 2:2 |       | 5:0     |
| Gwardia Olsztyn | 2:7    | 1:2 | 2:2   |         |

#### Tabela
| Lp. | Nazwa klubu     | Mecze | Punkty | Bramki | Z-R-P | Uwagi                    |
| 1   | Lechia Gdańsk   | 6     | 10     | 26-11  | 4-2-0 | awans do grupy finałowej |
| 2   | KS Lublinianka  | 6     | 7      | 13-12  | 2-3-1 | awans do II ligi         |
| 3   | Bzura Chodaków  | 6     | 6      | 15-12  | 1-4-1 | awans do II ligi         |
| 4   | Gwardia Olsztyn | 6     | 1      | 8-27   | 0-1-5 |                          |

### Grupa finałowa

#### Wyniki
|                  | Lechia | RKS | Radomiak | Skra | PTC |
| Lechia Gdańsk    |        | 4:1 | 3:0      | 6:1  | 7:2 |
| RKS Szombierki   | 2:3    |     | 2:2      | 2:1  | 9:0 |
| Radomiak Radom   | 1:1    | 0:3 |          | 3:0  | 9:3 |
| Skra Częstochowa | 1:3    | 3:1 | 3:2      |      | 1:0 |
| PTC Pabianice    | 2:5    | 0:1 | 0:3 (wo) | 2:4  |     |

#### Tabela
| Lp. | Nazwa klubu                 | Mecze | Punkty | Bramki | Z-R-P | Uwagi            |
| 1   | Lechia Gdańsk               | 8     | 15     | 32-10  | 7-1-0 | awans do I ligi  |
| 2   | RKS Szombierki (Chruszczów) | 8     | 9      | 21-13  | 4-1-3 | awans do I ligi  |
| 3   | Radomiak Radom              | 8     | 8      | 20-15  | 3-2-3 | awans do II ligi |
| 4   | Skra Częstochowa            | 8     | 8      | 14-19  | 4-0-4 | awans do II ligi |
| 5   | PTC Pabianice               | 8     | 0      | 9-39   | 0-0-8 | awans do II ligi |

### Dodatkowy baraż
Wicemistrz okręgu Katowice (jako najsilniejszego w Polsce) uzyskał prawo gry w barażu o II ligę z drużyną, która zajęła czwarte miejsce w grupie, w której występował mistrz okręgu Katowice (była to grupa II). Zwycięzca tego dwumeczu uzyskał awans do II ligi.
| Drużyna 1      | Wynik dwumeczu | Drużyna 2    | Pierwszy mecz | Drugi mecz |
| -------------- | -------------- | ------------ | ------------- | ---------- |
| Naprzód Lipiny | 6:2            | Legia Krosno | 4:0           | 2:2        |

## Powiększenie II ligi
Początkowo nowo utworzona II liga państwowa miała liczyć 18 drużyn (w tym czterech spadkowiczów z I ligi). Jednak uchwałą PZPN z 19 lutego 1949 roku, podjętą miesiąc przed startem ligi (zaplanowanym na 20 marca), powiększono ją do 20 klubów.

Dodatkowy awans decyzją PZPN uzyskały Gwardia Szczecin i Pafawag Wrocław.